# Capitão Enéas

## História
A origem de Capitão Enéas remonta a 20 de janeiro de 1942, quando Enéas Mineiro de Souza chegou ao povoado de Sapé, onde se estabeleceu como fazendeiro. Posteriormente, assumiu a liderança das obras da linha férrea Central do Brasil, transformando o local em um importante canteiro de obras. Com o crescimento da região, foram construídos estabelecimentos como capelas, cinema, armazéns, bares, hotel, farmácias e lojas, dando início ao desenvolvimento urbano.
O município foi criado oficialmente pela Lei Estadual n⁰ 2.764, de 3 de dezembro de 1962, com Jacinto Teixeira nomeado como intendente. A instalação oficial ocorreu em 1⁰ de março de 1963, data considerada sua fundação.
Mudança de nome e homenagem ao fundador
O primeiro prefeito, Enéas Mineiro de Souza, faleceu em 11 de setembro de 1965, aos 76 anos, ainda no exercício do cargo. Em homenagem ao fundador, a cidade, que até então se chamava Burarama de Minas, foi rebatizada como Capitão Enéas pela Lei Estadual n⁰ 3.973, de 15 de dezembro de 1965.

## Cultura e tradição
Capitão Enéas é reconhecida como o berço da vaquejada no Norte de Minas. A tradição foi introduzida na cidade por Adão Rocha Pinto, que se inspirou nas vaquejadas da Bahia, estado que ele costumava frequentar.

## Economia
O município se destaca no setor industrial e econômico, possuindo diversas indústrias e figurando entre as cidades com o terceiro maior PIB per capita da região.
Em 15 de maio de 2012, Capitão Enéas ganhou destaque nacional ao vencer o VII Prêmio Sebrae Prefeito Empreendedor. O então prefeito Reinaldo Landulfo Teixeira foi premiado em duas categorias: Compras Públicas dos Pequenos Negócios Locais e Lei Geral Municipal. Esse feito tornou a cidade reconhecida nacionalmente como uma referência em empreendedorismo.

## Lista de prefeitos de Capitão Enéas[7]
| N° | Nome                         | Imagem | Início do mandato | Fim do mandato |
| -- | ---------------------------- | ------ | ----------------- | -------------- |
| 1  | Enéas Mineiro de Souza       |        | 1963              | 1965           |
| 2  | Elpídio Rodrigues Rocha      |        | 1966              | 1967           |
| 3  | Jacinto Silveira Neto        |        | 1967              | 1970           |
| 4  | Pedro Mineiro de Souza       |        | 1971              | 1972           |
| 5  | Jacinto Teixeira da Silva    |        | 1973              | 1976           |
| 6  | Adão da Rocha Pinto          |        | 1977              | 1982           |
| 7  | Djalma Marques de Abreu      |        | 1983              | 1988           |
| 8  | Jacinto Landulfo Teixeira    |        | 1989              | 1992           |
| 9  | Jorge Enéas Mineiro de Souza |        | 1993              | 1996           |
| 10 | Djalma Marques de Abreu      |        | 1997              | 2000           |
| 11 | Zílmio Rocha                 |        | 2001              | 2004           |
| 12 | Reinaldo Landulfo Teixeira   |        | 2005              | 2008           |
| 13 | Reinaldo Landulfo Teixeira   |        | 2009              | 2012           |
| 14 | César Emílio Lopes Oliveira  |        | 2013              | 2016           |
| 15 | Petrônio Mineiro de Souza    |        | 2017              | 2020           |
| 16 | Reinaldo Landulfo Teixeira   |        | 2021              | 2024           |
| 17 | Reinaldo Landulfo Teixeira   |        | 2025              | No cargo       |